# 琴浦町立東伯小学校

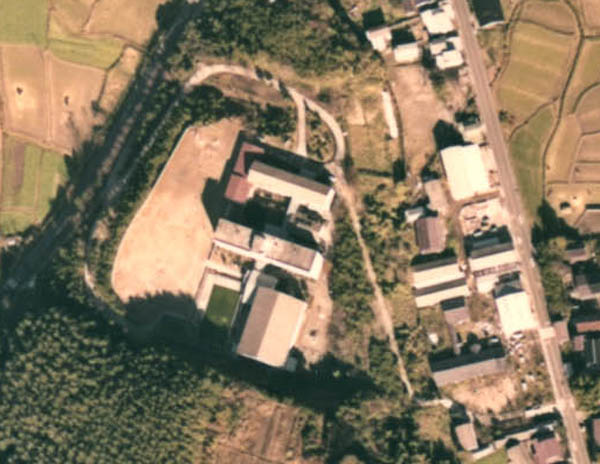
要害山上の旧校舎。校地右側は旧聖郷中学校・旧下郷小学校跡地。

琴浦町立東伯小学校（ことうらちょうりつ とうはくしょうがっこう）は、かつて鳥取県東伯郡琴浦町釛にあった公立小学校。

## 概要
東伯町内に存在していた上郷小学校・下郷小学校が統合して開校した小学校である。上郷地区は梅の、下郷地区は桜の名所だったことにちなみ、校章が制定されていた他、学級が2クラスで存在していた頃は「梅組・桜組」と呼称されていた。
2014年4月に古布庄小学校と統合し、2014年3月末を以って閉校した。
統合後の校名は琴浦町立聖郷小学校となり、校舎は引き続き使われている。

## 沿革

### 統合前
下郷小学校
- 1872年（明治5年）9月5日 - 光好・森藤・釛の各村にそれぞれに学校が出来る。

上郷小学校
- 1873年（明治6年）2月16日 - 山田医光寺に山田学校が開かれる。

### 統合後
- 1958年（昭和33年）10月1日 - 上郷・下郷の両小学校を名目統合し、東伯町立東伯小学校が発足。[4]
- 1960年（昭和35年）7月1日 - 大字公文の要害山上に新築の鉄筋コンクリート3階建校舎竣工により移転。
- 1968年（昭和43年）4月1日 - 倉坂分校を統合。
- 1995年（平成7年）10月 - 釛529番地に校舎新築移転。
- 2004年（平成16年）9月1日 - 赤碕町・東伯町が合併し、琴浦町発足に伴い琴浦町立東伯小学校と改称。
- 2014年（平成26年）3月31日 - 閉校。

## 通学区域
下郷地区・上郷地区に相当。
- 大字下大江、杉下、森藤、光好、釛、美好、三保、倉坂、公文、山田、大杉、福永、野田、法万（以下を除く：上法万）、杉地、金屋（平和）

## 進学先中学校
- 琴浦町立東伯中学校

## 交通アクセス
- 西日本旅客鉄道（JR西日本）山陰本線 浦安駅より3.6km
- 琴浦町営バス東伯線「東伯小学校前」バス停下車